# Бобан Грнчаров
Бобан Грнчаров (мак. Бобан Грнчаров; нар. 12 серпня 1982, Скоп'є, СР Македонія, СФР Югославія) — македонський футболіст, захисник «Вардара» та національної збірної Македонії. Виступав за команди «Вардар», «Работнічкі», ОФК, «Металург» (Донецьк), «Сталь» (Алчевськ), «Гент», Маккабі (Петах-Тіква), АПОЕЛ, «Льєрс», «Ботев» (Пловдив) та «Таврію».

## Клубна кар'єра
Вихованець футбольної школи «Вардара». У віці 12 років потрапив до дитячої спортивної школи. Витримав професіональний відбір і у 17 років став гравцем основи «Вардара», хоча також міг стати професіональним баскетболістом. Пізніше виступав за македонський клуб «Работнічкі» і югославський ОФК. Незадовго до переїзду до Донецька, Грначровим цікавилися «Феєнорд» та «Вітесс». У 2002 році перейшов до «Металурга», контракт із клубом був підписаний на 4,5 років. У 2006 році виступав за «Сталь» на правах оренди, грав під номером 6. За «Сталь» зіграв 21 матч (19 у чемпіонаті, 2 в кубку), забив 1 гол (у ворота клубу «Харків») та отримав 7 попереджень (6 в чемпіонаті, 1 в кубку). Пізніше став гравцем бельгійського «Гента». Сезон 2008—09 провів у ізраїльському клубі «Маккабі» із Петах-Тікви на правах оренди. 9 червня 2009 року керівництво кіпрського клубу АПОЕЛ повідомило про підписання із Грнчаровим дворічного контракту до 2011 року.
Протягом 2011-2012 років македонець захищав кольори бельгійського «Льєрса», а влітку 2012 року уклав контракт з представником чемпіонату Болгарії клубом «Ботев» (Пловдив).
Наприкінці 2013 року контракт гравця з болгарським клубом було розірвано за обопільною згодою, а на почтаку 2014 року Грнчаров у статусі вільного агента приєднався до сімферопольської «Таврії», де виступав до кінця сезону, поки команда не була розформована.
Влітку 2014 року на правах вільного агента повернувся в рідний «Вардар».

## Кар'єра в збірній
Виступав за молодіжну збірну Македонії. Гравець національної збірну Македонії — 14 матчів і 1 гол. Дебют в серпні 2002 року у матчі проти Мальти.

## Нагороди та досягнення
- Чемпіон Кіпру (1):

АПОЕЛ: 2010-11
- Володар Суперкубка Кіпру (1):

АПОЕЛ: 2009
- Чемпіон Македонії (3):

Вардар: 2014-15, 2015-16, 2016-17
- Володар Суперкубка Македонії (1):

Вардар: 2015